# Isoniazide
L'isoniazide è un antibiotico antitubercolare; agisce inibendo la sintesi degli acidi micolici, componenti essenziali della parete cellulare del batterio Mycobacterium tuberculosis. Fu sintetizzata per la prima volta nel 1912 ma la sua attività antibiotica fu scoperta solo nel 1951 e ben tre industrie farmaceutiche tentarono senza successo di brevettarla. La principale di esse era la Roche, che lanciò un farmaco a base di isoniazide, il Rimifon, nel 1952. L'introduzione in clinica dell'isoniazide permise, per la prima volta, di considerare la tubercolosi una patologia curabile.
Non viene mai usata da sola nel trattamento della tubercolosi per evitare l'insorgenza, altrimenti rapida, di forme di resistenza. L'isoniazide ha anche proprietà antidepressive, ed è stata una dei primi antidepressivi scoperti.
L'isoniazide è disponibile in compresse, sciroppi e forme iniettabili (intramuscolari o endovenose). L'isoniazide è disponibile in tutto il mondo, è economica e generalmente ben tollerata. È prodotta a partire dall'acido isonicotinico, il quale è ottenuto dalla 4-metil-piridina.

## Sintesi
L'isoniazide può essere sintetizzata mediante idrolisi basica della 4-ciano-piridina a dare l'ammide, seguita dalla sostituzione dell'ammoniaca con idrazina.

## Meccanismo d'azione
L'isoniazide è un profarmaco e deve essere attivato da un enzima catalasi perossidasi che nel M. tuberculosis è chiamato KatG. KatG accoppia il radicale dell'acido isonicotinico in forma esterificata, derivato dall'attivazione dell'isoniazide, con il NADH per formare un complesso acile-NADH. Questo complesso lega saldamente la enoil-ACP reduttasi nota come InhA, in questo modo bloccando l'azione dell'Acido grasso sintasi. Questo processo inibisce la sintesi di acido micolico, necessario per la parete cellulare dei micobatteri. L'attivazione di KatG produce diversi radicali, tra cui monossido di azoto che si è dimostrato importante anche nell'azione di un altro profarmaco antimicobatterico: il PA-824.
L'isoniazide ha attività battericida nei micobatteri in rapida replicazione mentre è batteriostatico nei micobatteri a lenta crescita.
L'isoniazide, inoltre, si comporta da induttore enzimatico del citocromo P450 epatico e da inibitore enzimatico delle MAO.

## Metabolismo
L'isoniazide raggiunge la concentrazione terapeutica nel plasma e nel liquido cerebrospinale. Il farmaco è metabolizzato dall'enzima N-acetil transferasi epatico e l'efficacia dell'acetilazione varia a seconda della popolazione. Esistono due isoforme dell'enzima, e a seconda della forma espressa dall'individuo si distinguono:
- acetilatori veloci che metabolizzano velocemente il farmaco (più comuni tra giapponesi ed eschimesi);
- acetilatori lenti che metabolizzano il farmaco in più ore, diventando fortemente suscettibili agli effetti collaterali.

Ne segue che la curva che descrive l'emivita del farmaco nella popolazione avrà andamento bimodale con picchi ad una e tre ore. I metaboliti sono escreti per via renale ma la dose prescritta in genere non necessita di correzioni nei pazienti affetti da insufficienza renale.

## Dosaggio
La dose standard di isoniazide negli adulti è di 5 mg per chilo per giorno. Se prescritta in modo non continuativo (due o tre volte la settimana, possibilità non remota nei paesi ove la TBC è oggi più diffusa) la dose è di 15 mg/chilo. Il dosaggio può essere ridotto negli acetilatori lenti onde evitare gli effetti tossici. La dose raccomandata per i pazienti in età pediatrica è compresa tra gli 8 ed i 12 mg/chilo/die.

## Effetti collaterali
Occorre cautela e monitoraggio stretto nei pazienti con insufficienza epatica, renale e predisposti a neurotossicità (donne gravide, diabetici, infetti da HIV) in cui gli effetti collaterali possono essere più gravi;
Gli effetti indesiderati si manifestano a livello:
- Sistemico: esantema, febbre;
- Epatico: necrosi multifocale a ponte che determina ittero e che risulta più frequente in pazienti con malattia epatica da HBV e Alcol; va monitorata con le Transaminasi ematiche;
- Sistema Nervoso: nevrite periferica per carenza del farmaco indotta della vitamina B6 o Piridossina (ne induce il metabolismo perché sono analoghi) che determina parestesie ai piedi e alle mani, più raramente nevrite e atrofia ottica, contrazioni muscolari, atassia, torpore ed encefalopatia tossica. La neuropatia è stata attribuita ad una reazione tra isoniazide e vitamina B6 che dà origine ad un derivato idrazonico. La vitamina B6 è un cofattore di enzimi coinvolti nella biosintesi di neurotrasmettitori, per cui un suo deficit si traduce in effetti indesiderati di tipo neurologico. Per prevenire questo tipo di tossicità i pazienti assumono opportune dosi di vitamina B6.
- Articolare: Artralgie bilaterali alle ginocchia e ai gomiti, patologia alle articolazioni interfalangee prossimali;

Nei pazienti che assumono la Fenitoina questa deve essere monitorata nel sangue perché l'isoniazide ne determina una riduzione del metabolismo e quindi ne deve essere adeguato il dosaggio;
Nei Pazienti HIV positivi trattati con terapia combinata le Rifamicine risultano più tossiche.

## Terapia antimicobatterica
Nelle aree in cui il micobatterio è sensibile:
- Nei primi 2 mesi: Isoniazide, Rifampicina, Pirazinamide, Etambutolo o Streptomicina
- Nei successivi 4 mesi: Isoniazide e Rifampicina

Nelle Aree di resistenza o nei soggetti che non possono essere curati con i farmaci di prima linea:
- Farmaci di seconda scelta: Ofloxacina, Ciprofloxacina, Acido Paraminosalicilico, Etionamide, Amikacina, Kanamicina, Cicloserina.